# Komenda Rejonu Uzupełnień Brześć

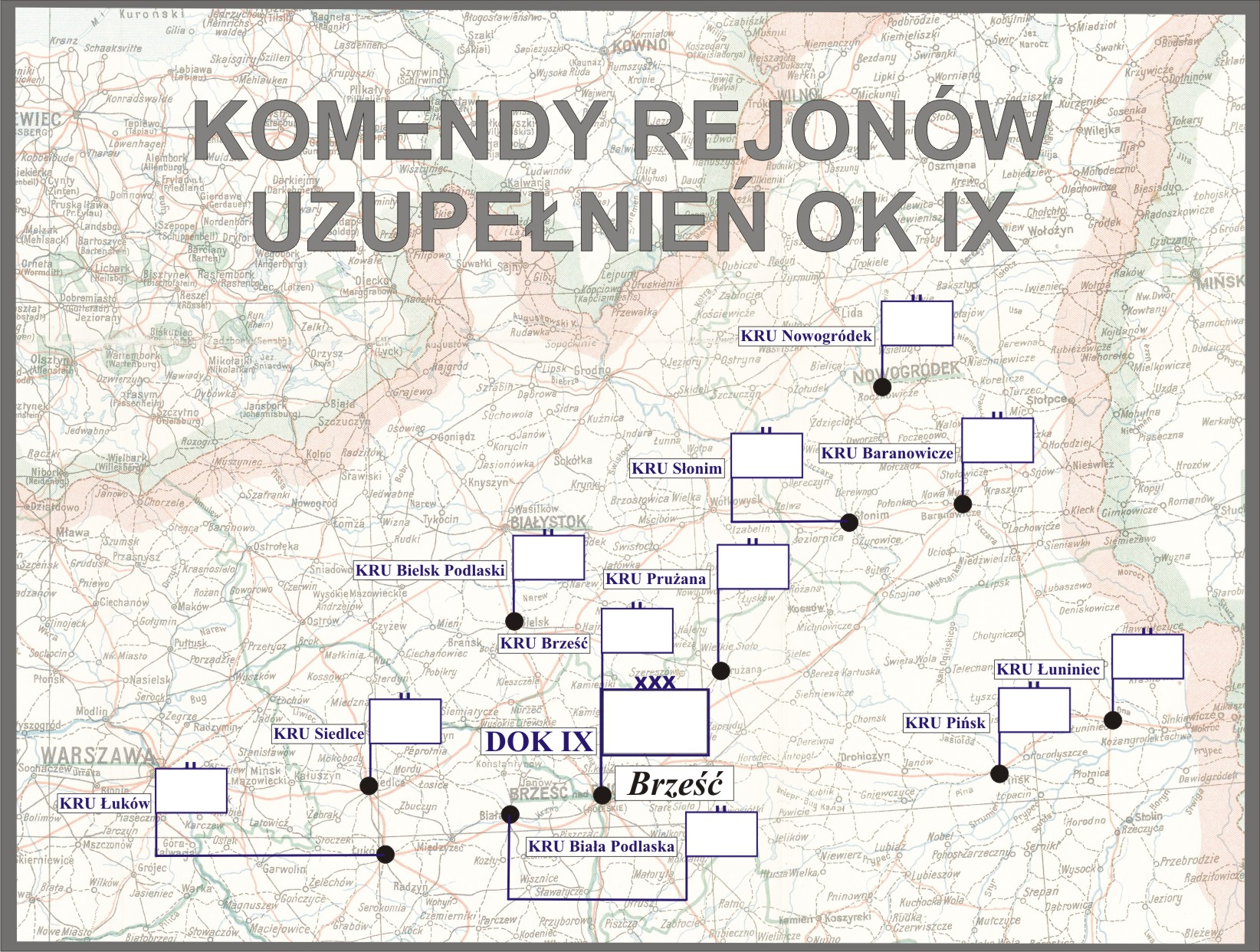
Komendy rejonów uzupełnień OK IX

Komenda Rejonu Uzupełnień Brześć (KRU Brześć) – organ wojskowy właściwy w sprawach uzupełnień Sił Zbrojnych II Rzeczypospolitej i administracji rezerw w powierzonym mu rejonie.

## Historia komendy
18 listopada 1924 roku weszła w życie ustawa z dnia 23 maja 1924 roku o powszechnym obowiązku służby wojskowej, a 15 kwietnia 1925 roku rozporządzenie wykonawcze ministra spraw wojskowych do tejże ustawy, wydane 21 marca tego roku wspólnie z ministrami: spraw wewnętrznych, zagranicznych, sprawiedliwości, skarbu, kolei, wyznań religijnych i oświecenia publicznego, rolnictwa i dóbr państwowych oraz przemysłu i handlu. Wydanie obu aktów prawnych wiązało się z przejęciem przez władze cywilne (administracji I instancji) większości zadań związanych z przygotowaniem i przeprowadzeniem poboru. Przekazanie większości zadań władzom cywilnym umożliwiło organom służby poborowej zajęcie się wyłącznie racjonalnym rozdziałem rekruta oraz ewidencją i administracją rezerw. Do tych zadań dostosowana została organizacja wewnętrzna powiatowych komend uzupełnień i ich składy osobowe. Poszczególne komendy różniły się między sobą składem osobowym w zależności od wielkości administrowanego terenu.
Zadania i nowa organizacja PKU określone zostały w wydanej 27 maja 1925 roku instrukcji organizacyjnej służby poborowej na stopie pokojowej. W skład PKU Brześć wchodziły dwa referaty: I) referat administracji rezerw i II) referat poborowy. Nowa organizacja i obsada służby poborowej na stopie pokojowej według stanów osobowych L. O. I. Szt. Gen. 3477/Org. 25 została ogłoszona 4 lutego 1926 roku. Z tą chwilą zniesione zostały stanowiska oficerów ewidencyjnych.
12 marca 1926 roku została ogłoszona obsada personalna Przysposobienia Wojskowego, zatwierdzona rozkazem Dep. I L. 6000/26 przez pełniącego obowiązki szefa Sztabu Generalnego gen. dyw. Edmunda Kesslera, w imieniu ministra spraw wojskowych. Zgodnie z nową organizacją pokojową Przysposobienia Wojskowego zostały zlikwidowane stanowiska oficerów instrukcyjnych przy PKU, a w ich miejsce utworzone rozkazem Oddz. I Szt. Gen. L. 7600/Org. 25 stanowiska oficerów przysposobienia wojskowego w pułkach piechoty.
Od 1926 roku, obok ustawy o powszechnym obowiązku służby wojskowej i rozporządzeń wykonawczych do niej, działalność PKU Brześć normowała „Tymczasowa instrukcja służbowa dla PKU”, wprowadzona do użytku rozkazem MSWojsk. Dep. Piech. L. 100/26 Pob.
Jesienią 1930 roku powiat prużański został wyłączony z PKU Brześć i włączony do nowo powstałej PKU Prużana. Od tego czasu PKU Brześć administrowała powiatami brzeskim i kobryńskim, posiadając skład osobowy typ I.
31 lipca 1931 roku gen. dyw. Kazimierz Fabrycy, w zastępstwie ministra spraw wojskowych, rozkazem B. Og. Org. 4031 Org. wprowadził zmiany w organizacji służby poborowej na stopie pokojowej. Zmiany te polegały między innymi na zamianie stanowisk oficerów administracji w PKU na stanowiska oficerów broni (piechoty) oraz zmniejszeniu składu osobowego PKU typ I–IV o jednego oficera i zwiększeniu o jednego urzędnika II kategorii. Liczba szeregowych zawodowych i niezawodowych oraz urzędników III kategorii i niższych funkcjonariuszy pozostała bez zmian.
1 lipca 1938 roku weszła w życie nowa organizacja służby uzupełnień, zgodnie z którą dotychczasowa PKU Brześć została przemianowana na Komendę Rejonu Uzupełnień Brześć przy czym nazwa ta zaczęła obowiązywać 1 września 1938 roku, z chwilą wejścia w życie ustawy z dnia 9 kwietnia 1938 roku o powszechnym obowiązku wojskowym. Obok wspomnianej ustawy i rozporządzeń wykonawczych do niej, działalność KRU Brześć normowały przepisy służbowe MSWojsk. D.D.O. L. 500/Org. Tjn. Organizacja służby uzupełnień na stopie pokojowej z 13 czerwca 1938 roku. Zgodnie z tymi przepisami komenda rejonu uzupełnień była organem wykonawczym służby uzupełnień .
Komendant rejonu uzupełnień w sprawach dotyczących uzupełnień Sił Zbrojnych i administracji rezerw podlegał bezpośrednio dowódcy Okręgu Korpusu Nr IX, który był okręgowym organem kierowniczym służby uzupełnień. Rejon uzupełnień nie uległ zmianie i nadal obejmował powiaty: brzeski i kobryński.

## Obsada personalna
Poniżej przedstawiono wykaz oficerów zajmujących stanowisko komendanta Powiatowej Komendy Uzupełnień i komendanta rejonu uzupełnień oraz wykaz osób funkcyjnych (oficerów i urzędników wojskowych) pełniących służbę w PKU i KRU Brześć, z uwzględnieniem najważniejszych zmian organizacyjnych przeprowadzonych w 1926 i 1938 roku.
Komendanci
- ppłk piech. Adam Chanecki (od II 1920[17])
- płk piech. Bronisław Korczyc (do 17 X 1923 → komendant PKU Puławy[18][19])
- mjr piech. Feliks Brason (p.o. 17 X 1923[18] – IV 1924 → I referent w PKU Poznań Powiat[20])
- ppłk piech. Antoni Jędrzejewski (IV 1924[21] – VII 1925 → dyspozycja dowódcy OK IX[22])
- mjr / ppłk piech. Eustachy Serafinowicz (VII 1925[22] – XII 1926 → komendant PKU Szamotuły[23])
- ppłk piech. Wincenty Dziewulski (XII 1926[24] – II 1927 → stan spoczynku z dniem 30 IV 1927[25])
- ppłk piech. Gustaw Płaskowicki (III[26] – VII 1927[27] → komendant PKU Gniezno)
- mjr piech. Michał Sopocki[a] (p.o. VII 1927[29] – 26 X 1928[30] → dyspozycja dowódcy OK IX)
- płk piech. Karol Golachowski (XI 1928[31] – 31 VII 1930[32] → inspektor poborowy DOK IX)
- mjr kanc. Gustaw Antoni Maliński (p.o. 1 VII 1930[33] – XII 1932 → DOK IX[34])
- mjr piech. Feliks Waluszewski (XII 1932[35] – 30 XI 1935 – stan spoczynku[36])
- ppłk piech. Antoni Mieczysław Matarewicz (XI 1935 – 1939[37])

Obsada pozostałych stanowisk funkcyjnych PKU w latach 1921–1925
- I referent
  - mjr piech. Antoni Jędrzejewski (1923 – IV 1924 → komendant PKU)
  - kpt. piech. Witold Stanisław Niepokojczycki (IV 1924[20] – II 1926 → kierownik I referatu)
- II referent – urzędnik wojsk. XI rangi / por. kanc. Jan VI Wójcik (1923 – 1924)
- referent – urzędnik wojsk. XI rangi Stanisław Jan Wójcik
- oficer instrukcyjny
  - por. piech. Franciszek Wysłouch (1923 – III 1924[40] → 83 pp)
  - por. piech. Eugeniusz Czaputowicz[b] (III 1924[40] – VII 1925[41] → 82 pp)
  - kpt. piech. Edmund Jaworski[c] (od VII 1925[41])
- oficer ewidencyjny na powiat brzeski – urzędnik wojsk. X rangi / por. kanc. Justyn Łotocki (1923 – 1924)
- oficer ewidencyjny na powiat prużański – urzędnik wojsk. X rangi / por. kanc. Roman Krupowicz (4 VI 1923[42] – IV 1925[43] → Kancelaria Sztabu DOK II)
- oficer ewidencyjny na powiat kobryński – urzędnik wojsk. X rangi / por. kanc. Edward Miodek (1923 – 1924)

Obsada pozostałych stanowisk funkcyjnych PKU w latach 1926–1938
- kierownik I referatu administracji rezerw i zastępca komendanta
  - kpt. piech. Witold Niepokojczycki (II – IX 1926 → kierownik I referatu PKU Siedlce)
  - mjr piech. Michał Sopocki (X 1926[47] – VII 1927 → p.o. komendanta PKU)
  - kpt. tab. Jerzy Butkiewicz (VII 1927[48] – IV 1929[49] → dyspozycja dowódcy OK IX)
  - kpt. piech. Jan Lipecki (VII 1929[50] – VI 1930[51] → DOK IX)
  - kpt. piech. Edmund Posłuszny (VI 1930[51] – VIII 1935[52] → komendant PKU Łańcut)
  - kpt. piech. Jan Korybski (1935 – 1938? → 82 pp)
- kierownik II referatu poborowego
  - por. piech. Mikołaj Telatycki (II – V 1926[53] → Ekspozytura Nr 6 Oddziału II SG)
  - por. kanc. Justyn Łotocki (od VI 1926[54])
  - por. piech. Franciszek Kresło (od VII 1927[29])
  - por. kanc. Jan VI Wójcik (IX 1930 – 1 XII 1932[55] → praktyka u płatnika 82 pp)
  - kpt. piech. Paweł Szymielewicz (1 X 1932[56] – 30 VI 1933[57] → stan spoczynku)
  - kpt. piech. Leon Kalinowski[d] (od IV 1933[60], był w VI 1935)
- referent – por. kanc. Jan VI Wójcik[e] (II 1926 – IX 1930[62] → kierownik II referatu)

Obsada pozostałych stanowisk funkcyjnych KRU w latach 1938–1939
- kierownik I referatu ewidencji – kpt. adm. (piech.) Kazimierz Przeradzki[g] †1940 Charków[64]
- kierownik II referatu uzupełnień – kpt. piech. Ksawery Piotrowski[h] †1940 Charków[66]